# Piancavallo
Piancavallo är en vintersportort vid Dolomiterna i norra Italien, och del av kommunen Aviano i Pordenone i regionen Friuli-Venezia Giulia. Under 1980- och 90-talen kördes ofta deltävlingar vid världscupen i alpin skidåkning här.

### Fotnoter
1. ↑  ”Kalender Piancavallo - Alpint”. Eurosport. 20 januari 1992. Arkiverad från originalet den 22 februari 2014. https://web.archive.org/web/20140222224449/http://www.eurosport.se/alpint/piancavallo/1991-1992/calendar-result_gnd2_dsc92.shtml. Läst 12 februari 2014.